# Grundlovskomiteen 2003 vedr. Irak-krigen
 Denne artikel bør gennemlæses af en person med fagkendskab for at sikre den faglige korrekthed.

Grundlovskomiteen 2003 vedr. Irak-krigen (GK2003) er en ikke-partipolitisk forening, hvis formål er at skabe debat og oplysning om Irak-krigens forhold til Grundloven. Komiteen udgør det organisatoriske bagland bag 26 personer, der i 2005 anlagde sag mod statsminister Anders Fogh Rasmussen med påstand om grundlovsbrud i forbindelse med Danmarks deltagelse i Irak-krigen. 

## Historie
Da danske styrker i marts 2003 deltog i invasionen af Irak, opstod der diskussion om hvorvidt en krig som denne var i strid med den danske grundlov. En gruppe på 24 personer anlagde i 2005 sag mod statsminister Anders Fogh Rasmussen, for at få rettens bedømmelse af, om den danske Grundlov giver mulighed for en krig som denne, eller – sagsøgernes påstand – kun tillader brug af militære magtmidler mod en anden suveræn stat som forsvar mod angreb på riget, eller som sanktion efter en beslutning i FN. Senere meldte yderligere to sagsøgere sig, Kirsten og Johan Kirkmand, forældrene til den i Irak dræbte danske soldat Bjarke Kirkmand. Grundlovskomiteen 2003 vedr. Irak-krigen blev dannet for at støtte sagsøgerne, samt skabe oplysning og debat om retssagen.

## Aktiviteter
GK2003 har arrangeret flere store høringer og konferencer om retsgrundlaget for krigen, om de to relevante paragraffer for retssagen (§ 19.2 og 20) og om Grundlovens betydning for landets demokrati og borgernes retsstilling.
Endvidere har GK2003 gennem sit oplysningsarbejde fået tilslutning fra næsten 4.000 støttesagsøgere (biintervenienter) til retssagen.

## Retssagen
Retssagen blev indledt i 2005. Statens advokat, Kammeradvokaten, påstod imidlertid sagen afvist, idet det blev gjort gældende, at sagsøgerne ikke havde retlig interesse i sagens afgørelse. Den 11. april 2007 afsagde Østre Landsret dom til fordel for statsministeren. Landsretten mente hverken at de 26 sagsøgere havde en større retlig interesse end alle andre borgere i landet, eller at deres interesse var konkret, aktuel eller personlig nok til at give søgsmålskompetence. Denne dom blev i juni 2007 anket til Højesteret, der den 17. marts 2010 stadfæstede dommen.

## De 25 sagsøgere
Asger Baunsbak-Jensen, Niels Behrendt, Nils Bredsdorff, Eline Feldman, Nicolas E. Fischer, Anne Regitze Frisenette, John Goodwin, Gretelise Holm, Frank Johannesen, Helle Jørgensen, Johan Kirkmand, Kate Klokkerholm, Peter Kofod, Kai Lemberg, Sandra Lucas, Georg Metz, Lis Møller, Kalle Nielsen, Ulla Sandbæk, Niels Stephensen, Frederik Sølberg, Bent Sørensen, Jørgen Vogelius, Ole Vilumsen og Jørgen Witte.

## Bestyrelsen pr. marts 2009
Birgitte Albrechtsen (formand), Laurent Tellier, Uffe Geertsen, Peter Kofoed, Dorthe Mule, Stephen Egede Glahn og Jørgen Vogelius. Ved generalforsamlingen i marts 2010 blev det besluttet at nedlægge foreningen efter Højesterets dom om, at sagsøgerne ikke havde søgsmålskompetence.